# Irmingerstrom
Der Irmingerstrom (englisch Irminger Current, IC) ist ein wichtiger warmer Meeresstrom im Nordatlantik, der als nordwestlicher Seitenarm des Nordatlantikstroms wärmeres Wasser in die subpolaren Regionen transportiert. Diese Strömung wurde nach dem dänischen Vizeadmiral Carl Ludvig Christian Irminger (1802–1888) benannt, der sie 1853 als erster wissenschaftlich beschrieb und dessen Arbeiten 1878 zur offiziellen Namensgebung führten.

## Verlauf und ozeanographische Eigenschaften
Der Irmingerstrom zweigt vom Nordatlantikstrom südwestlich von Irland ab und folgt dem Reykjanes-Rücken in nordwestlicher Richtung. Dabei transportiert er vergleichsweise warmes Atlantikwasser mit Temperaturen zwischen 5 und 10 °C und einem Salzgehalt von etwa 34,8 bis 35,2 PSU. Die Stärke der Strömung beträgt typischerweise 3–5 Sverdrup (Sv), unterliegt jedoch jahreszeitlichen Schwankungen.

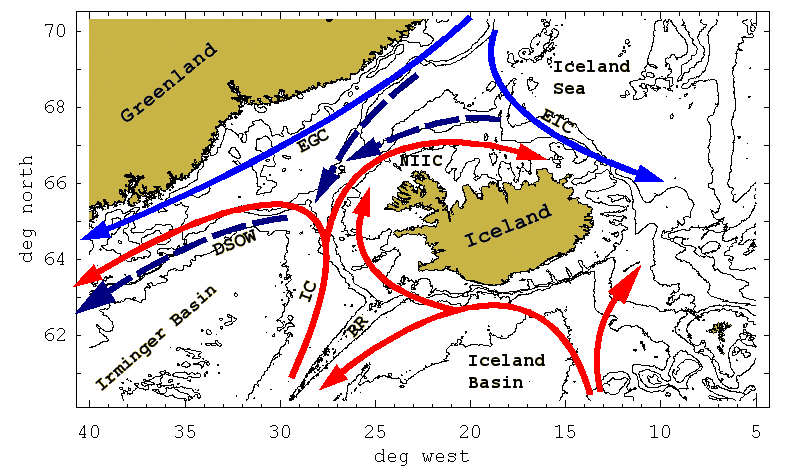
Rote Pfeile: Atlantisches Wasser (AW), blaue Pfeile: Polares und Arktisches Wasser (PW). Dänemarkstraße-Überlaufwasser (DSOW). EGC – Ostgrönlandstrom, EIC – Ostisländischer Strom, IC – Irmingerstrom, NIIC – Nordisländischer Irmingerstrom

Westlich von Island trifft der Irmingerstrom auf die kalten Wassermassen des Ostgrönlandstroms und des Ostislandstroms. Diese Konvergenzzone schafft eine ausgeprägte ozeanographische Front, die für die regionale Meeresökologie von entscheidender Bedeutung ist.

## Klimatische und ökologische Bedeutung
Der Irmingerstrom hat erheblichen Einfluss auf das Klima Islands. Durch den Transport warmer Wassermassen trägt er zur Milderung der Wintertemperaturen an Islands Südküste bei, wo die durchschnittlichen Temperaturen um etwa 2 °C höher liegen als in anderen Regionen auf vergleichbaren Breitengraden.
Die ozeanographische Front zwischen dem warmen Irmingerstrom und den kalten arktischen Strömungen begünstigt die Entstehung nährstoffreicher Auftriebszonen. Diese bilden die Grundlage für außerordentlich produktive Fischgründe, insbesondere für Arten wie Kabeljau (Gadus morhua) und Lodde (Mallotus villosus) aus der Familie der Stinte, die für die isländische Fischereiwirtschaft von zentraler Bedeutung sind.

## Forschung und moderne Beobachtungsmethoden
In den letzten Jahrzehnten hat die wissenschaftliche Untersuchung des Irmingerstroms erhebliche Fortschritte gemacht. Moderne Beobachtungssysteme wie Satellitenaltimetrie und ARGO-Schwimmbojen ermöglichen heute eine präzise Erfassung der Strömungsdynamik.
Besondere Aufmerksamkeit gilt dabei den Wechselwirkungen mit der Atlantischen Meridionalen Umwälzzirkulation (AMOC) und möglichen Veränderungen im Zuge des Klimawandels.

## Klimawandel und der Irmingerstrom
Neuere Studien zeigen deutliche Veränderungen des Irmingerstroms (IC) im Zuge der globalen Erwärmung. Seit 1990 hat sich das vom IC transportierte Wasser um etwa 1–1,5 °C erwärmt, gleichzeitig beobachten Forscher eine leichte Abschwächung des Volumentransports um ~0,5 Sv pro Jahrzehnt – möglicherweise verbunden mit der Schwächung der AMOC.
Die Erwärmung führt zu einer Verschiebung von Fischpopulationen: Kaltwasserarten wie der Polardorsch (Boreogadus saida) ziehen sich nordwärts zurück, während Makrelen (Scomber scombrus) und Heringe (Clupeidae) expandieren. Die Blütezeiten von Kieselalgen verschieben sich um 2–3 Wochen pro Jahrzehnt. Modelle deuten darauf hin, dass der IC bis 2100 etwa 15–20 % seiner Wärmetransportkapazität verlieren könnte, was Islands marines Ökosystem destabilisieren würde.

## Der Nordisländische Irmingerstrom (NIIC)
Diese noch wenig erforschte Nebenströmung spaltet sich nordöstlich von Island ab, spielt aber eine Schlüsselrolle für die Wassermassenverteilung. Der NIIC zweigt bei ~66°N vom Hauptstrom ab – ausgelöst durch die Topografie des Kolbeinsey-Rückens und fließt entlang des nordisländischen Schelfs nach Osten, wo er sich mit dem Nordatlantikstrom vermischt. Er ist mit 3–6 °C kälter als der Haupt-Irmingerstrom, transportiert mit ~1–1,5 Sv etwa 30 % des Hauptstroms und versorgt die Fischgründe vor Nordisland (z. B. bei Grímsey) mit Nährstoffen.
Der NIIC reagiert besonders empfindlich auf Schmelzwasser-Einträge von Grönland, die seine Dichte und Fließgeschwindigkeit beeinflussen. Der NIIC erwärmt die Nordküste Islands um 0,5–1,0 °C im Vergleich zu polaren Strömungen. Sein warmes Wasser reduziert die Meereisbildung vor Grímsey um bis zu 20 Tage/Jahr.
Seine ökologische Bedeutung liegt in seiner Funktion als Nährstoffpumpe: Der NIIC transportiert 50–70 % mehr Silikat und Phosphat an den Nordisländischen Schelfen als lokale Polströmungen. Seine Front mit dem Ostislandstrom begünstigt Kabeljau-Laichgebiete (bei Húsavík).